# Model European Union
Model European Union (MEU) ist eine Reihe von Simulationen der Europäischen Union, zu der junge Menschen aus zahlreichen Ländern zusammenkommen, um mehr über die Gesetzgebung der EU zu lernen. Dabei übernehmen sie für mehrere Tage verschiedene Rollen, wie die von Europäischen Parlamentariern und Ministern im Rat der Europäischen Union.
Mittlerweile werden MEUs jährlich in verschiedenen Orten in ganz Europa veranstaltet. Die berühmteste Simulation dürfte wohl die Model European Union im Europäischen Parlament im französischen Straßburg sein. Daneben gibt es Simulationen wie die MEUM im rheinland-pfälzischen Mainz, Belgrade Model European Union im serbischen Belgrad, der polnischen Hauptstadt Warschau, oder MEUALB in Albanien.

## Die Model European Union in Straßburg
Das erste MEU wurde 2007 mit Unterstützung des Europäischen Studentenforums AGEEE am Sitz des europäischen Parlaments in Straßburg von Ines Verspohl, Wouter Koopman, Pascal Kuyten, Beatrix Massig und Anika Stienen organisiert. In 2008 wurde BETA e.V als Trägerverein zur Organisation des MEU in Mainz gegründet. Seitdem findet das MEU Strasburg jährlich, in der Regel im Frühjahr (März, April oder Mai), statt. Dort übernehmen die Teilnehmer nicht nur die Rollen von Europäischen Parlamentariern und Ministern im Rat der Europäischen Union, sondern zusätzlich auch von Journalisten, Lobbyisten und Dolmetschern.

### Konferenz
Model European Union (MEU) ist eine einwöchige Simulation europäischer Politik und des europäischen Gesetzgebungsverfahren. Normalerweise werden zwei Vorschläge für Richtlinien und Verordnungen besprochen, die vom Organisationsteam vorgegeben werden.
Während der Simulation diskutieren, debattieren und verhandeln die Teilnehmer diese Vorschläge, versuchen einen Kompromiss zu erreichen und erfolgreich zu verabschieden. Dabei folgen sie den gleichen Abläufen und Verfahren wie die tatsächlichen Europäischen Parlamentarier und Minister.

### Gesetzesvorschläge 2012
Folgende Gesetzesvorschläge wurden bei der MEU 2012 verhandelt:
- Vorschlag einer Richtlinie des Europäischen Parlaments und des Rats der Europäischen Union zur Verwendung eines Passagiernamensregister zur Vorbeugung, Erkennung und Verfolgung von terroristischen Aktivitäten und organisierter Kriminalität.

- Vorschlag für eine Verordnung zur Gründung einer Europäischen Agentur für die operative Zusammenarbeit an den Außengrenzen.

Die Vorschläge werden im Rahmen des Ordentlichen Gesetzgebungsverfahrens sowie des Konsultationsverfahrens behandelt.

### Location
MEU findet jährlich in den Räumlichkeiten des Europäischen Parlaments in Straßburg statt. Das Organisationsteam stellt zwei preiswerte Hotels für Teilnehmer und Helfer in der Nähe des Louise Weiss Gebäudes, dem Sitz des Parlaments, zur Verfügung.

### Organisationsteam
Das Organisationsteam setzt sich aus etwa 70 jungen Menschen aus einer Vielzahl verschiedener Länder zusammen. Es wird von dem jeweiligen Generaldirektor und seinem Stellvertreter jährlich neu zusammengestellt. Unter anderem werden für jedes Europäische Land sogenannte Country Liaison Officers ausgewählt, die vor Ort Public Relations und Fundraising betreiben.
Model European Union ist ein Projekt von BETA e.V. (Bringing Europeans Together Association). Der Verein bestimmt jährlich den Generaldirektor und begleitet Vorbereitung und Durchführung der Simulation.

### BETA e.V.
Bringing Europeans Together Association e.V. ist eine europäische, politisch unabhängige Non-Profit-Organisation, die sich für Europäische Integration und internationalen Austausch einsetzt. Der Verein wurde im Jahr im August 2008 in Mainz gegründet. Neben MEU Straßburg organisiert der Verein MEU Mainz und unterstützt europaweit Simulationen wie Belgrade Model European Union und MEUALB in Albania.